# هل تسمح لي أن أحبك (رواية)
هل تسمح لي أن أحبك؟ هي رواية رومانسية من تأليف الروائية السعودية زينب علي البحراني، صدرت طبعتها الأولى عام 2013 عن مؤسسة الدوسري للثقافة والإبداع. ورسم لوحة غلافها الفنان المصري هاني حجاج بينما صمم الغلاف الفنان والشاعر مصطفى الجزار. كما انطلقت نسختها الإلكترونية في العام ذاته عبر تطبيق «المكتبة الجامعة» على الهواتف المحمولة وأجهزة التصفح والاتصال الذكية لتحظى بأكثر من عشرة آلاف قارئ خلال أقل من ثمانية أشهر معظمهم من الإناث المهتمات بقراءة القصص العاطفية.[بحاجة لمصدر]
تناقش الرواية مشكلات المجتمع العربي وانعدام ثقة الفرد فيه بنفسه معظم الأوقات في قالب رومانسي فكاهي غير معقد. حيث يسمع القارئ تفاصيل الرواية من بطلتها «سلوى» التي تعاني كثيرًا من عجزها عن إعلان حبها للبطل «يوسف» بسبب مخاوفها الداخلية التي كرستها تربيتها المجتمعية العربية، وظروفها الشخصية، وشعورها أن هجرته الطويلة إلى أوروبا جعلته أقوى وأذكى منها. ثم تتوالى الأحداث مبرزة صراع سلوى مع ذاتها والتطورات السريعة لشخصيتها التي أحدث الحب في صميمها انقلابات عديدة وحولها إلى صاحبة فكر ورأي وقرار وروح ثائرة متمردة على سلبية واقعها بعد أن كانت مستسلمة منقادة للظروف التي تحرك حياتها كيفما اتفق.

## مقتطفات
«الحُبّ لا يُتقن فن قرع أبواب القلب على استحياء، أو الوقوف على أعتابه وقفة استئذانٍ مُترقِّب. يقود مركبته العمياء بطيشٍ حيثما يشاء، دون رخصة سواقة، أو أوراق إثبات هويَّة، أو حتّى شهادة ميلاد. ماسّاً بعصاه السّحريَّة أرض الرُّوح الرَّاكدة ليوقظ دهشتها غير عابئ بتاريخ الجدب، أو حاضر الخراب. يخطفكَ فجأةً قبل أن تلتقط أنفاسَك؛ موقدًا مهرجانات الفرح المُموسقة في الشَّرايين بلا موعد، وماحيًا؛ بضربةٍ واحدة؛ كُلّ ما كان من ألمٍ سبق التّقويم الذي بدأ تاريخه بأولى ساعات احتلاله إيَّاك، وإضرام النَّار في خريطة الأحاسيس التي تبين الحدود الفاصلة بين شكّك ويقينك؛ وواقعك وأحلامك».